# 康賢洙
康 賢洙（カン・ヒョンス、朝鮮語: 강현수、1917年 - 2000年9月17日）は、朝鮮民主主義人民共和国の軍人、政治家。平壌直轄市党委員会責任書記、中央人民委員会委員、黄海北道党委員会責任書記兼人民委員長などを歴任した。朝鮮人民軍における軍事称号（階級）は少将。北朝鮮の初代最高指導者を務めた金日成は母方のいとこで、人民武力部革命史跡館館長などを歴任した姜徳秀は弟。朝鮮人民軍総参謀部作戦局教導指導副局長を務めた息子の康雲竜は、1992年に金正日によって粛清された。

## 経歴
1917年に日本統治下の平安南道で生まれた。金日成総合大学、朝鮮労働党中央党学校を卒業し、ソ連に留学。1952年に朝鮮人民軍第7師団政治師団長、1955年に第3軍団政治部長を経て、1958年に朝鮮人民軍総政治局組織部長に任命された。人民軍少将に昇進し、1964年に朝鮮人民軍総政治局副総局長に任命され、1967年に民族保衛省対敵政治工作局長に転じた。1968年には最高人民会議第4期代議員に選出され、第6期から第10期まで在任した。
1982年に朝鮮労働党中央委員会検閲委員会第1副委員長に選出され、党官僚に転じる。1989年4月24日に黄海北道党委員会責任書記兼人民委員長に任命され、1990年5月24日に開催された最高人民会議第9期第1回会議で中央人民委員会委員に選出された。1991年に平壌直轄市党委員会責任書記に任命された。1992年に金日成勲章を受章。
2000年9月17日に死去。しばらくの間、平壌市党委員会責任書記は空位となる。